# 588 아킬레스
588 아킬레스(영어:588 Achilles)는 목성 트로이군에 속하는 소행성이다. D형 소행성에 속한다.

## 설명
아킬레스는 목성 트로이군의 거대한 소행성이다. 이 어두운 D형 소행성은 지름이 약 133킬로미터(83마일)로 목성에서 가장 큰 10개의 트로이목마 중 하나이다. 588 아킬레스는 7.3시간의 자전 주기를 가지며 구형일 것으로 추청된다.

## 발견
아킬레스는 1906년 2월 22일에 독일 남부에 위치하는 하이델베르크 천문대에서 막스 볼프에 의해 발견되었다. 목성 트로이군의 최초 발견이지만, 1999년 RM11은 2년 전에 A904 RD로 관측된 적이 있다. 그러나 이 천체는 관측 기간이 궤도를 계산할 만큼 길지 않아 확인되지 않은 상태로 남아 있었다. 그 후 하이델베르크 대학교의 아우구스트 코프는 아킬레스 이후 8개월 만에 파트로클로스 617를 발견했고 1907년 초에는 목성의 트로이군 중 가장 큰 624 헥토르를 발견했다.

## 궤도
태양-목성간의 L4 라그랑주점에서 아킬레스는 4.4-6.0AU 거리에서 태양을 11년 11개월에 한 번씩 공전한다.
궤도는 이심률 0.15와 황도면으로부터 10도의 기울기를 보여준다.

## 특성
588 아킬레스의 회전 주기는 7.3시간으로 다른 대부분의 목성 트로이군보다 다소 짧지만 크기가 비슷한 911 아가멤논 , 3451 멘토 , 3317 파리스 와는 비슷하다. IRAS, 아카리, 나사의 NEOWISE 임무에 의한 조사에 따르면, 588 아킬레스의 표면 반사율은 0.0328~0.043의 매우 낮은 값을 갖고 있으며, 절대등급은 약 8.57이다.

## 이름
이 소행성의 이름은 오스트리아의 천문학자 요한 팔리사에 의해 제안되었다. 그리스 신화의 전설적인 영웅이자 트로이아 전쟁에 대한 이야기를 전하는 호메로스의 일리아드의 중심 인물인 아킬레우스의 이름을 따서 지어졌다. 어린 시절의 아킬레우스는 어머니 테티스에 의해 스틱스 강에 빠졌고, 그래서 그가 붙잡혀 있던 발뒤꿈치를 제외하고는 그의 몸을 무적으로 만들었다. 그는 트로이의 가장 위대한 전사 헥토르(624 헥토르)를 전사시켰다. 그는 결국 파리에 의해 발뒤꿈치에 화살을 맞아 전사했다.(3317 파리)

## 같이 보기
- 소행성
- 천문학